# The Art of Hustle
I Am è il settimo album del rapper statunitense Yo Gotti, pubblicato nel 2013.
Su Metacritic ottiene un punteggio pari a 74/100 basato su 6 recensioni. Debutta al quarto posto nella Billboard 200, vendendo 45 000 copie nella prima settimana e 61.000 unità equivalenti all'album.
| Recensione | Giudizio |
| ---------- | -------- |
| AllMusic   | [ 1 ]    |
| HipHopDX   | [ 2 ]    |
| Spin       | [ 2 ]    |
| Pitchfork  | [ 2 ]    |
| XXL        | [ 2 ]    |

## Tracce
1. My City (featuring K. Michelle) – 3:49 (testo: Mario Mims, Kimberly Pate, Atia Boggs – musica: Neenyo, Ink)
2. Bible (featuring Lil Wayne) – 4:14 (testo: Mims, Dwayne Carter, Jr., Benjamin Diehl – musica: Ben Billions)
3. Down in the DM – 3:02 (testo: Mims, Diehl, Ian Lewis, Khaled Khaled – musica: Ben Billions, Schife)
4. Law (featuring E-40) – 4:17 (testo: Mims, Earl Stevens, Leland Clopton – musica: Big Fruit)
5. The Art of Hustle – 3:25 (testo: Mims, Nickolas Ashford, Valerie Simpson, Daniel Johnson, Vinay Vyas, Justin Davey, Luca Polizzi – musica: Kane Beatz, TODAY, Polizzi)
6. Smile (featuring Timbaland) – 3:52 (testo: Mims, Chris Godbey, Timothy Mosley, Jetmir Salii – musica: Timbaland, Milli Beatz)
7. Come Up – 2:56 (testo: Mims, Remo Green – musica: Remo the Hitmaker)
8. Pay the Price – 3:13 (testo: Mims, Shondrae Crawford – musica: Bangladesh)
9. Momma – 4:37 (testo: Mims, Marsha Ambrosius, Vidal Davis, Andre Harris, Torrance Esmond – musica: Street Symphony)
10. General (featuring Future) – 3:34 (testo: Mims, Diehl, Marco Rodriguez-Diaz, Nayvadius Wilburn – musica: Ben Billions, Infamous)
11. Imagine Dat – 3:48 (testo: Mims, Christopher Gholson – musica: Drumma Boy)
12. Bank Teller – 3:17 (testo: Mims, Tony Son – musica: Richie Souf)

Tracce bonus nell'edizione deluxe
1. Hunnid (featuring Pusha T) – 3:52 (testo: Mims, Terrence Thornton, Carlton Mays, Jr. – musica: Honorable C.N.O.T.E.)
2. Luv Deez Hoes (featuring 2 Chainz) – 3:47 (testo: Mims, Tauheed Epps, Mays, Jr. – musica: Honorable C.N.O.T.E.)
3. Down in the DM (Remix) (featuring Nicki Minaj) – 4:18 (testo: Mims, Diehl, Lewis, Khaled, Onika Maraj – musica: Ben Billions, Schife)

Tracce bonus nell'edizione deluxe da Best Buy
1. Get Out Your Feelings – 3:32 (testo: Mims, Sean Seaton – musica: Neenyo)
2. One Day – 3:35 (testo: Mims, Gian Bravo – musica: Gnyus)

## Classifiche

### Classifiche settimanali
| Classifica (2016)         | Posizione massima |
| ------------------------- | ----------------- |
| Canada                    | 82                |
| Stati Uniti               | 4                 |
| US Digital Albums         | 1                 |
| US Tastemaker Albums      | 10                |
| US Top Rap Albums         | 1                 |
| US Top R&B/Hip-Hop Albums | 1                 |

### Classifiche di fine anno
| Classifica (2016)         | Posizione massima |
| ------------------------- | ----------------- |
| Stati Uniti               | 130               |
| US Top Rap Albums         | 19                |
| US Top R&B/Hip-Hop Albums | 22                |